# Romery (Marne)
Romery és un municipi francès, situat al departament del Marne i a la regió del Gran Est. L'any 2007 tenia 158 habitants.

## Demografia

### Població
El 2007 la població de fet de Romery era de 158 persones. Hi havia 62 famílies, de les quals 8 eren unipersonals (4 homes vivint sols i 4 dones vivint soles), 23 parelles sense fills, 27 parelles amb fills i 4 famílies monoparentals amb fills.
La població ha evolucionat segons el següent gràfic:
Habitants censats

### Habitatges
El 2007 hi havia 85 habitatges, 62 eren l'habitatge principal de la família, 4 eren segones residències i 19 estaven desocupats. 77 eren cases i 8 eren apartaments. Dels 62 habitatges principals, 51 estaven ocupats pels seus propietaris, 10 estaven llogats i ocupats pels llogaters i 1 estava cedit a títol gratuït; 8 tenien tres cambres, 14 en tenien quatre i 41 en tenien cinc o més. 53 habitatges disposaven pel capbaix d'una plaça de pàrquing. A 32 habitatges hi havia un automòbil i a 28 n'hi havia dos o més.

### Piràmide de població
La piràmide de població per edats i sexe el 2009 era:
| Homes | Edats   | Dones |
| ----- | ------- | ----- |
| 0     | 95 o +  | 0     |
| 0     | 90 a 94 | 0     |
| 0     | 85 a 89 | 0     |
| 1     | 80 a 84 | 1     |
| 3     | 75 a 79 | 3     |
| 3     | 70 a 74 | 4     |
| 4     | 65 a 69 | 4     |
| 3     | 60 a 64 | 3     |
| 2     | 55 a 59 | 5     |
| 10    | 50 a 54 | 5     |
| 6     | 45 a 49 | 13    |
| 4     | 40 a 44 | 6     |
| 5     | 35 a 39 | 4     |
| 4     | 30 a 34 | 3     |
| 5     | 25 a 29 | 4     |
| 2     | 20 a 24 | 6     |
| 5     | 15 a 19 | 7     |
| 6     | 10 a 14 | 6     |
| 6     | 5 a 9   | 3     |
| 4     | 0 a 4   | 3     |

## Economia
El 2007 la població en edat de treballar era de 113 persones, 89 eren actives i 24 eren inactives. De les 89 persones actives 87 estaven ocupades (42 homes i 45 dones) i 2 estaven aturades (1 home i 1 dona). De les 24 persones inactives 7 estaven jubilades, 10 estaven estudiant i 7 estaven classificades com a «altres inactius».

### Ingressos
El 2009 a Romery hi havia 65 unitats fiscals que integraven 164 persones, la mediana anual d'ingressos fiscals per persona era de 27.319 €.

### Activitats econòmiques
Dels 7 establiments que hi havia el 2007, 1 era d'una empresa de fabricació d'altres productes industrials, 2 d'empreses de construcció, 3 d'empreses de comerç i reparació d'automòbils i 1 d'una empresa classificada com a «altres activitats de serveis».
Dels 4 establiments de servei als particulars que hi havia el 2009, 1 era un taller de reparació d'automòbils i de material agrícola, 1 paleta, 1 fusteria i 1 perruqueria.
L'únic establiment comercial que hi havia el 2009 era una botiga d'equipament de la llar.
L'any 2000 a Romery hi havia 28 explotacions agrícoles que ocupaven un total de 51 hectàrees.

## Poblacions més properes
El següent diagrama mostra les poblacions més properes.